# روبير مارشان (دراج)
روبير مارشان (بالفرنسية: Robert Marchand)‏ هو دراج فرنسي، (ولد في أميان في فرنسا 1911 – 2021 م).

## وصلات خارجية
- روبير مارشان على موقع أرشيف الدراجات (الإنجليزية)